# Dagalaifo (cônsul em 366)
Dagalaifo (fl. 361-366) foi um general romano do século IV que alcançou o consulado em 366.

## Biografia

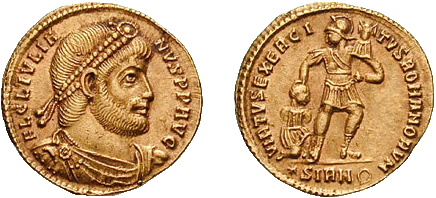
Soldo de r.

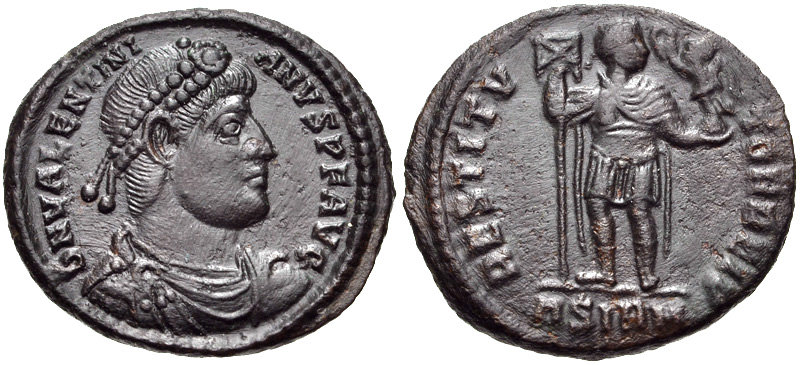
Fólis de r.

Dagalaifo era um gótico pagão. Em 361, foi nomeado conde dos domésticos por Juliano, o Apóstata (r. 361–363) e enviado para prender o general Luciliano, fiel a Constâncio II (r. 337–361), o primo do imperador, na cidade de Sirmio. Em 363, participou da campanha sassânida de Juliano. Junto com Vitor comandou a retaguarda de Juliano durante a marcha em direção a Ctesifonte, a capital sassânida. Quando os romanos viram-se diante do reduto persa de Maiozamalca, Nevita e Dagalaifo foram responsáveis pela construção dum túnel sob os muros que lhes permitisse tomar a cidade.
A expedição terminou tragicamente com a morte de Juliano; um conselho de generais se reuniu para decidir o sucessor de Juliano: Dagalaifo e o mestre da cavalaria (magister equitum) de origem germânica Nevita representavam o componente gaulês e pagão do exército, leal a Juliano, enquanto Vitor e Arinteu representou o componente cristão leal a Constâncio II; os primeiros apoiaram a eleição de um soldado do exército da Gália, os segundos queriam eleger um dos seus. O conselho saldou o imperador cristão Joviano (r. 363–364) que, em seguida, nomeou Dagalaifo mestre da cavalaria.
Depois da morte de Joviano (364), Dagalaifo apoiou a eleição de seu sucessor, Valentiniano I (r. 364–375). Quando Valentiniano, em seguida, cedeu às exigências do seu conselho de guerra para indicar um colega, Dagalaifo interveio para sugerir a eleição do irmão do imperador, Valente (r. 364–378). Dagalaifo, como mestre da infantaria (magister peditum), combateu em 365/366 na Gália os alamanos; em 366 cedeu seu posto a Severo e recebeu a honra consular, juntamente com o filho de Valentiniano, o jovem Graciano.